# Feliniopsis prominens
Feliniopsis prominens är en fjärilsart som beskrevs av Embrik Strand 1921. Feliniopsis prominens ingår i släktet Feliniopsis och familjen nattflyn. Inga underarter finns listade i Catalogue of Life.